# 151 км (Новосибирская область)
151 км — упразднённый в 2016 году населённый пункт (железнодорожный разъезд) в Купинском районе Новосибирской области России. Входил в Ленинский сельсовет.

## География
Площадь населённого пункта — 1 гектар.

## Население
| 2002 | 2007 | 2010 |
| ---- | ---- | ---- |
| 18   | ↘10  | ↘3   |

## Инфраструктура
В населённом пункте по данным на 2007 год отсутствует социальная инфраструктура.